# 米靈波特 (北卡羅萊納州)
米靈波特（英語：Millingport）是位於美國北卡羅萊納州斯坦利縣的普查規定居民點。

## 人口
根據2020年美國人口普查的數據，米靈波特的面積為14.72平方千米，皆為陸地。當地共有人口588人，而人口密度為每平方千米39.95人。